# VIA Nano
VIA Nano (ранее назывался VIA Isaiah) — 64-битный x86-совместимый процессор компании VIA Technologies. О планах по созданию процессора было впервые объявлено в 2004 году.

В 2007 году компания объявила, что её подразделение Centaur Technology работает над новой процессорной архитектурой, выпуск которой запланирован в 2008 году.

24 января 2008 году публике был представлен результат этой работы — процессор и спецификация архитектуры. В отличие от других разработчиков процессоров, VIA использует два различных кодовых обозначения для процессора — в США это CN, на Тайване — Isaiah.
Ожидается, что производительность нового процессора в реальных приложениях будет в 2 раза выше в целочисленных вычислениях и в 4 раза выше в вычислениях с плавающей точкой, чем у предыдущего поколения процессоров VIA Esther при той же тактовой частоте.
Энергоёмкость также должна быть сравнимой — максимальная рассеиваемая мощность около 25 Вт.
Новая архитектура изначально поддерживает виртуализацию и расширения 64-битных команд. Ранее такие возможности были доступны лишь как дополнения к серийным моделям.
На конец 2009 года VIA Technologies планировала выпуск двухъядерных процессоров, но эти работы были отложены. На выставке Computex 2010 VIA впервые продемонстрировала свои двухъядерные процессоры, изготовленные по техпроцессу 65 нм, однако на рынок они поступят примерно к осени, и будут изготовлены по технологическому процессу 45 нм.
Показатели этих процессоров, в сравнении с Intel Core 2 Duo, очень хорошие, при том, что энергопотребление намного ниже. Эти процессоры могут найти применение практически везде: от ультратонких ноутбуков до планшетов.
3 ноября 2009 VIA представила серию Nano 3000. VIA заявляет, что у этой модели будет на 20 % выше производительность и на 20 % больше энергоэффективность, по сравнению с сериями Nano 1000 и 2000.  В модели серии 3000 добавлен набор инструкций SSE4, который был впервые представлен у Intel Core i7.
11 ноября 2011 VIA представила VIA Nano X2 Dual-Core, совместно с их Pico-ITX платой. VIA Nano X2 построен на 40-нм процессе и поддерживает SSE4. VIA заявляет о 30 % прибавке производительности, по сравнению с Intel Atom с вдвое более высокой частотой.

## Характеристики
- набор команд x86-64
- технологический процесс — 65 нм или 45 нм
- типичная мощность потребления — 25 Вт при частоте 2,0 ГГц
- частота шины — от 533 МГц до 800 МГц
- поддержка ЕСС-памяти
- технология виртуализации, совместимая с Intel VT
- кэш-память I уровня — 64+64 КБ, II уровня — 1 МБ.
- аппаратная поддержка шифрования AES и хеширования SHA-1/SHA-256

## Применение
- Samsung NC20 (2009)
- Lenovo IdeaPad S12[англ.] (2009)
- MSI Wind U210